# Sus

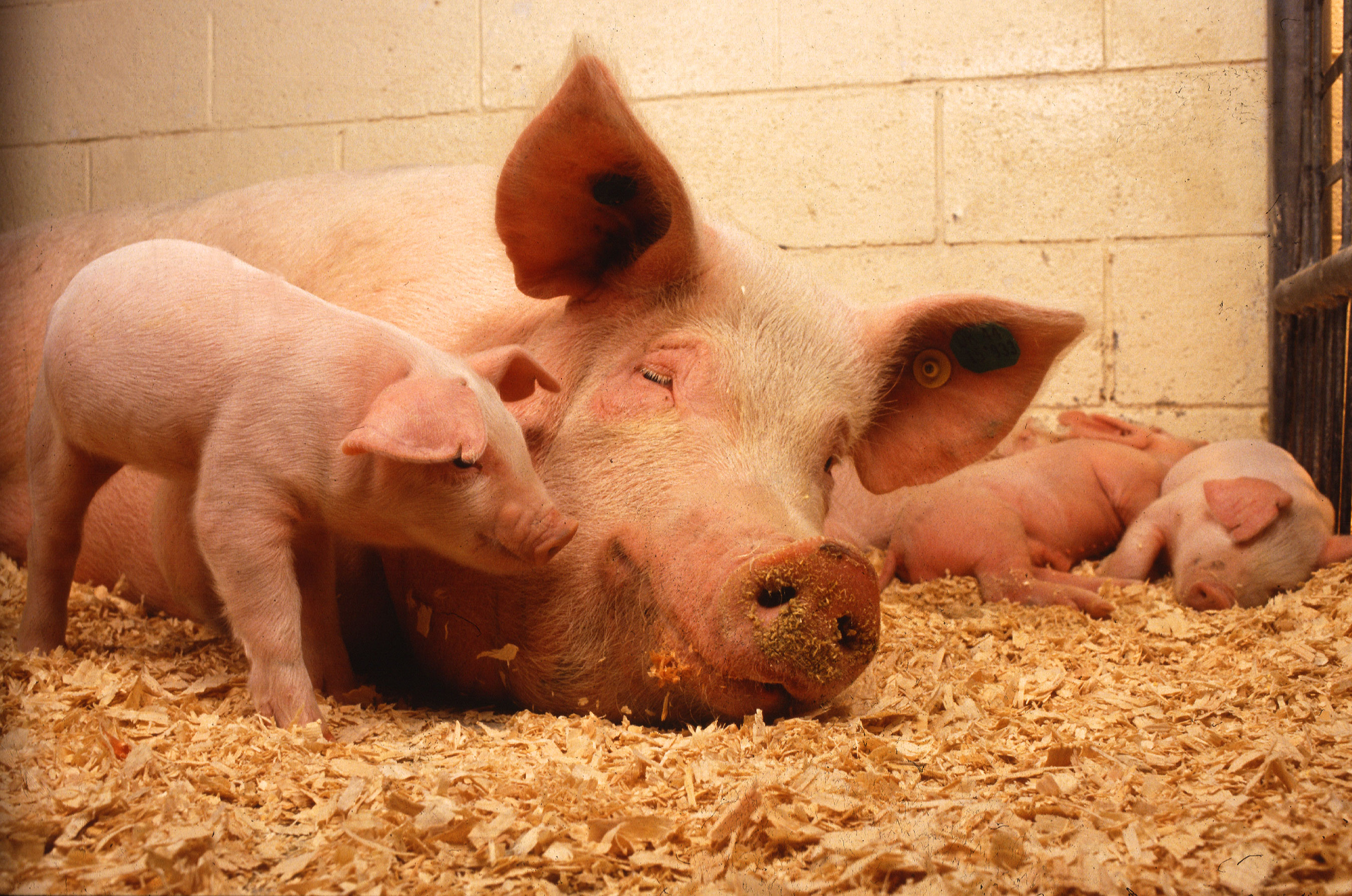
Una truja amb cinc garrins

Sus és un gènere d'ungulats de la família dels súids. N'hi ha aproximadament 2.000 milions a tot el planeta, dels quals els porcs en són la gran majoria. Són animals omnívors, que tenen fama de goluts, però normalment són intel·ligents i sociables.

## Descripció i comportament
Els sus tenen un musell, ulls petits i una cua petita, que pot ser arrissada, enroscada o recta. Tenen un cos gruixut, potes curtes i pèl bast. Tenen quatre dits a cada pota, i utilitzen els dos dits grossos del centre per caminar.
Són omnívors, és a dir, s'alimenten tant de plantes com d'animals. Els porcs poden ser carronyaires i se sap que mengen qualsevol mena d'aliment, incloent-hi insectes morts, cucs, escorça d'arbre, cadàvers en putrefacció, deixalles i fins i tot altres porcs. En estat salvatge, són animals que mengen fulles, herba, arrels, fruits i flors. A vegades, en captivitat, alguns porcs s'han menjat les seves pròpies cries després d'estar sotmesos a un gran estrès. El sus típic té un cap gran amb un musell llarg reforçat per un os prenasal especial i per un disc de cartílag situat a l'extrem. El musell és utilitzat per excavar a terra per buscar menjar i és un òrgan sensorial molt sensible.
Les espècies de Sus tenen un conjunt complet de 44 dents. Les dents canines, anomenades ullals, creixen contínuament i són afilades pel fregament de les de dalt amb les de baix.
Els Sus als quals se'ls permet pasturar poden ser vigilats per porquerols. A causa de les seves capacitats de buscar aliment i el seu excel·lent sentit de l'olfacte, en molts països europeus se'ls fa servir per trobar tòfones. Els porcs són criats habitualment com a bestiar per la seva carn (carn de porc) i la seva pell. El seu pèl setaci també es fa servir per elaborar raspalls. Algunes races de porc, com el porc vietnamita d'Àsia, són criades com a animals de companyia.
La reproducció té lloc al llarg de tot l'any als tròpics, però els pics es produeixen al voltant de les estacions plujoses. Les femelles poden quedar prenyades a partir de 8-18 mesos d'edat. Si no crien, entren en estre cada tres setmanes. Els mascles esdevenen sexualment actius als 8-10 mesos d'edat. Una ventrada de cries sol contenir entre 6 i 12 cries. Un cop les cries són deslletades, dues o més famílies poden reunir-se fins a la propera temporada d'aparellament.

## Evolució i fòssils
Sus és el gènere que dona nom a la família dels súids (Suidae). El primer indici d'aquesta família data de l'Oligocè inferior del Congo-Kinshasa, al jaciment de Malembe. registre fòssil del gènere Sus es remunta al Serraval·lià, un estatge de l'època del Miocè.
| Registre fòssil    | Registre fòssil              | Registre fòssil | Registre fòssil                  |
| Localitat          | País                         | Antiguitat      | Espècie/s                        |
| ------------------ | ---------------------------- | --------------- | -------------------------------- |
| Chi-din            | Taiwan                       | Neogen          | Sus sp.                          |
| Tiraspol           | Moldàvia                     | Serraval·lià    | Sus erymanthius                  |
| Grossulovo         | Ucraïna                      | Serraval·lià    | Sus erymanthius                  |
| Dzhaparidze        | Ucraïna                      | Serraval·lià    | Sus sp.                          |
| Mont Kutsai        | Rússia                       | Serraval·lià    | Sus sp.                          |
| Yozgat             | Turquia                      | Miocè superior  | Sus erymanthius                  |
| Bekaa              | Líban                        | Miocè superior  | Sus erymanthius                  |
| Gura Galbena       | Moldàvia                     | Miocè superior  | Sus major                        |
| -                  | Pakistan                     | Miocè superior  | Sus advena, Sus gomphotherioides |
| Muğla              | Turquia                      | Miocè superior  | Sus erymanthius                  |
| Tudorovo           | Moldàvia                     | Tortonià        | Sus erymanthius, Sus major       |
| Novo-Yelizavetovka | Ucraïna                      | Tortonià        | Sus erymanthius, Sus major       |
| Grebnicki          | Ucraïna                      | Tortonià        | Sus erymanthius                  |
| El'Dar             | Geòrgia                      | NM 10           | Sus erymanthius                  |
| Senèze             | França                       | Pliocè          | Sus strozzii                     |
| Orosei             | Itàlia                       | Pliocè          | Sus sondaari, Sus sp.            |
| Matassino          | Itàlia                       | Pliocè          | Sus strozzii, Sus sp.            |
| Montecastrilli     | Itàlia                       | Pliocè          | Sus strozzii                     |
| Yuanmou            | República Popular de la Xina | Pliocè          | Sus sp.                          |
| Vassiloudi         | Grècia                       | Pliocè          | Sus strozzii                     |

## Aspecte sanitari

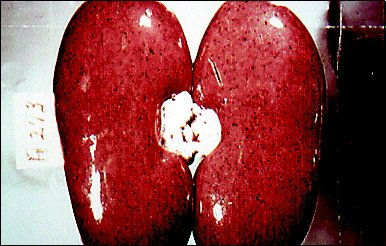
Els ronyons d'un porc mort per febre porcina

Les espècies de Sus són portadores d'una sèrie de paràsits i malalties que es poden transmetre als humans. Inclouen la triquinosi, Taenia solium, la cisticercosi i la brucel·losi. També se sap que els Sus allotgen grans concentracions de cucs ascàrides paràsits al seu tracte digestiu. La presència d'aquestes malalties i paràsits és un dels motius pels quals la carn de porc sempre s'ha de consumir ben cuita o curada. Alguns grups religiosos que consideren el porc impur es refereixen a aquests fets per donar suport al seu punt de vista.
Els Sus són susceptibles a la bronquitis i la pneumònia. Tenen pulmons petits amb relació a la seva mida corporal; per aquest motiu, qualsevol d'aquestes dues malalties poden matar ràpidament un porc. Hi ha preocupació que els Sus puguin permetre que virus animals com per exemple grips o Reston ebolavirus infectin els humans més fàcilment. Algunes soques de grip són endèmics en Sus (vegeu Grip porcina), i els porcs també poden contraure la grip.
Els Sus poden ser agressius, i les lesions causades per Sus són relativament comunes en àrees en què es crien porcs o on els Sus formen part de la fauna salvatge o feral.